# Yi Bok-nam
Yi Bok-nam (Hanja:李福男, Hangul: 이복남, 28 juin 1555 - 16 août 1597) est un commandant naval et homme politique coréen de la période Joseon.

## Biographie
En 1588, Yi passe l'examen militaire (무과; 武科) puis atteint la position de Jeonradobyungmajeoldosa (전라도 병마절도사, 全羅道兵馬節度使). Il combat la marine japonaises au cours de la guerre Imjin. Son nom de courtoisie est Subo(수보, 綏甫).
Il est célèbre pour ses victoires aux batailles de Woongchi et Ahndeokwon en 1592. Il est tué le 18 avril 1597 à la bataille de Namwon, à l'âge de 42 ans.
La cour royale lui décerne finalement plusieurs distinctions, dont un titre posthume Jungjanggong (충장공, 忠壯公, « Duc loyal courageux »), un engagement comme Seonmu Wonjong Gongsin (선무원종공신, 宣武原從功臣) et deux fonctions posthumes, Jwachanseong (좌찬성, 左讚成, « Vice-premier ministre de gauche »).

## Source de la traduction
- (en) Cet article est partiellement ou en totalité issu de l’article de Wikipédia en anglais intitulé « Yi Bok-nam » (voir la liste des auteurs).